# 2010 FIFA World Cup South Africa
2010 FIFA World Cup South Africa is een spel ontwikkeld door EA Canada. Het staat in het teken van het wereldkampioenschap voetbal 2010. Het spel werd in Noord-Amerika uitgebracht op 27 april 2010, in Europa op 29 april 2010.

## Gameplay
De speler kiest een van de 199 teams en speelt vervolgens tegen de computer of online tegen andere spelers via het PlayStation Network of Xbox Live. Het is mogelijk in alle tien officiële stadions te spelen, maar ook enkele andere, waaronder de Amsterdam Arena. Als een speler online speelt, doet hij dat bijna nooit tegen zijn eigen land, of een land waar hij al tegen heeft gespeeld. Dit gebeurt alleen wanneer er online geen andere spelers zijn met het land waar hij tegen moet spelen.
Ook zijn er weer functies uit FIFA 10 aanwezig, zoals het 360°-dribbelsysteem, maar er zijn ook andere verbeteringen ten opzichte van FIFA 10. Zo zullen teams op hoge hoogte - waar minder zuurstof is - eerder vermoeid raken dan teams die daaraan gewend zijn. Maar zo zullen er ook thuis- en uittactieken zijn, waardoor het moeilijker wordt te winnen als iemand uit speelt.
Spelers kunnen ook geblesseerd raken als ze voor hun eigen club spelen, en daardoor dus niet voor hun land kunnen spelen. Het spel is volgens EA groot en uitdagend.
2010 FIFA World Cup heeft verschillende aanpassingen ten opzichte van FIFA 10, zoals:
- Een nieuw veld - Het veld is verbeterd en ziet er mooier uit
- Betere verlichting bij de spelers en de omgeving - Slimme veranderingen aan de verlichting laten alles er nog realistischer uitzien
- Cameraflitsen - Fans gebruiken hun camera's
- Zitkaarten - Fans houden hun kaarten omhoog, zodat er een nationale vlag wordt gevormd
- Confetti - Confetti in de kleuren van de teams valt uit de lucht
- Carnavalse sfeer - Er hangt een gezellige, carnavalse sfeer
- Volle tribunes - Er zitten toeschouwers op de tribunes, in plaats van dat deze leeg zijn
- Close-upcamera - Als een speler een doelpunt maakt, zoomt de camera in op de speler, en de speler reageert op het feestelijke gedrag van de supporters
- Nieuwe spelers en managers - Spelers en managers zien er beter uit

Er zijn meer dan honderd verbeteringen in het spel ten opzichte van FIFA 10.

### Teams
Voor de teams zijn echte spelersnamen gebruikt. Met deze teams kan zowel online als offline worden gespeeld. De FIFA gaf EA toestemming om de volgende landen te gebruiken:
- Afghanistan
- Albanië
- Algerije
- Amerikaans-Samoa
- Andorra
- Angola
- Anguilla
- Antigua en Barbuda
- Argentinië
- Armenië
- Aruba
- Australië
- Azerbeidzjan
- Bahama's
- Bahrein
- Bangladesh
- Barbados
- Wit-Rusland
- België
- Belize
- Benin
- Bermuda
- Bolivia
- Bosnië en Herzegovina
- Botswana
- Brazilië
- Britse Maagdeneilanden
- Bulgarije
- Burkina Faso
- Burundi
- Cambodja
- Kameroen
- Canada
- Kaapverdië
- Kaaimaneilanden
- Tsjaad
- Chili
- Volksrepubliek China
- Chinees Taipei
- Colombia
- Comoren
- Congo
- Congo DR
- Cook Eilanden
- Costa Rica
- Ivoorkust
- Kroatië
- Cuba
- Cyprus
- Tsjechië

- Denemarken
- Djibouti
- Dominica
- Dominicaanse Republiek
- Ecuador
- Egypte
- El Salvador
- Engeland
- Equatoriaal-Guinea
- Estland
- Ethiopië
- Faeröer
- Fiji
- Finland
- Frankrijk
- Gabon
- Gambia
- Georgië
- Duitsland
- Ghana
- Griekenland
- Grenada
- Guatemala
- Guinee
- Guinee-Bissau
- Guyana
- Haïti
- Honduras
- Hong Kong
- Hongarije
- IJsland
- India
- Indonesië
- Iran
- Irak
- Ierland
- Israël
- Italië
- Jamaica
- Japan
- Jordanië
- Kazachstan
- Kenia
- Noord-Korea
- Zuid-Korea
- Koeweit
- Kirgizië
- Letland
- Libanon
- Lesotho

- Liberia
- Libië
- Liechtenstein
- Litouwen
- Luxemburg
- Macau
- Macedonië
- Madagaskar
- Malawi
- Maldiven
- Maleisië
- Mali
- Malta
- Mauritanië
- Mauritius
- Mexico
- Moldavië
- Mongolië
- Montenegro
- Montserrat
- Marokko
- Mozambique
- Myanmar
- Namibië
- Nepal
- Nederland
- Nederlandse Antillen
- Nieuw-Caledonië
- Nieuw-Zeeland
- Nicaragua
- Niger
- Nigeria
- Noord-Ierland
- Noorwegen
- Oman
- Pakistan
- Palestina
- Panama
- Paraguay
- Peru
- Polen
- Portugal
- Puerto Rico
- Qatar
- Roemenië
- Rusland
- Rwanda
- Saint Kitts en Nevis
- Saint Lucia
- Saint Vincent en de Grenadines

- Samoa
- San Marino
- Saoedi-Arabië
- Schotland
- Senegal
- Servië
- Seychellen
- Sierra Leone
- Singapore
- Slowakije
- Slovenië
- Salomonseilanden
- Somalië
- Zuid-Afrika
- Spanje
- Sri Lanka
- Soedan
- Suriname
- Swaziland
- Zweden
- Zwitserland
- Syrië
- Tahiti
- Tadzjikistan
- Tanzania
- Thailand
- Oost-Timor
- Togo
- Tonga
- Trinidad en Tobago
- Tunesië
- Turkije
- Turkmenistan
- Turks en Caicoseilanden
- Amerikaanse Maagdeneilanden
- Oeganda
- Oekraïne
- Verenigde Arabische Emiraten
- Verenigde Staten
- Uruguay
- Oezbekistan
- Vanuatu
- Venezuela
- Vietnam
- Wales
- Jemen
- Zambia
- Zimbabwe

### Stadionlijst
De stadionlijst voor 2010 FIFA World Cup bestaat uit 48 stadions (de stadions waarin de wedstrijden van het wereldkampioenschap in Zuid-Afrika worden gespeeld). Naast de Zuid-Afrikaanse stadions maakt de Amsterdam ArenA deel uit van de lijst.
- Amsterdam ArenA
- Green Point
- Port Elizabeth
- Peter Mokaba
- Mbombela
- Durban
- Free State
- Ellis Park
- Loftus Versfeld
- Soccer City
- Royal Bafokeng
- Estadio Presidente G. Lopes

- Friður Stadium
- Peuan Arena
- Pyonghwa Stadium
- Udugu Stadiumlul
- Salam Stadium
- Hasiti Arena
- Akaaroa Stadium
- Satta Stadium
- Santiago Bernabéu
- Parc des Princes
- Stade de Suisse
- Estadio Azteca

- Olympiastadion
- Olimpico
- Wembley
- Forest Park Stadium
- Union Park Stadium
- euro Park
- Stadion Europa
- Stade Kokoto
- Aloha Park
- Estadio De Las Artes
- Olimpico Arena
- Estadio Del Pueblo

- Century Park Arena
- Stadion Neder
- Estadio Latino
- Stadion 23. Maj
- El Bombastico
- Pratelstvi Arena
- Eastpoint Arena
- Stadion Olympik
- Stadion Hanguk
- O Dromo
- Arena D’Oro
- Court Lane

### Scoresysteem
Voor 2010 FIFA World Cup werd een nieuw scoresysteem ontwikkeld, dat realistischer is. Zo staan kleine teams nu minder snel hoog in de lijst dan grotere.

## Soundtracks
| Artiest                                                         | Nummer                              | Land                      |
| --------------------------------------------------------------- | ----------------------------------- | ------------------------- |
| Baaba Maal ft. Brazilian Girls                                  | International                       | /                         |
| Babatunde Olatunji                                              | Kiyakiya                            | Vlag van Nigeria          |
| Basement Jaxx ft. Santigold                                     | Saga                                | /                         |
| Buraka Som Sistema                                              | Restless                            | Vlag van Portugal         |
| Buscemi ft. Lady Cath                                           | Dipso Calypso                       | Vlag van België           |
| Fedde le Grand ft. Stereo MC's                                  | Wild & Raw                          | /                         |
| Florence and the Machine                                        | Drumming Song                       | Vlag van Engeland         |
| Fool's Gold                                                     | The World Is All There              | Vlag van Verenigde Staten |
| The Future Sound of London                                      | Papua New Guinea                    | Vlag van Engeland         |
| Gang of Instrumentals                                           | Oh Yeah                             | Vlag van Zuid-Afrika      |
| John Forté                                                      | Your Side                           | Vlag van Verenigde Staten |
| Jonathan Boulet                                                 | Ones Who Fly Twos Who Die           | Vlag van Australië        |
| The Kenneth Bager Experience ft. The Hellerup Cool School Choir | Fragment Eight (The Sound Of Swing) | Vlag van Denemarken       |
| Kid British                                                     | Winner                              | Vlag van Engeland         |

| Artiest                                         | Nummer                                  | Land                      |
| ----------------------------------------------- | --------------------------------------- | ------------------------- |
| K'naan                                          | Wavin' Flag (Coca-Cola Celebration Mix) | /                         |
| Last Rhythm                                     | Last Rhythm                             | Vlag van Italië           |
| Latin Bitman                                    | The Instrumento                         | Vlag van Chili            |
| Marisa Monte                                    | Não é Proibido                          | Vlag van Brazilië         |
| Michael Franti & Spearhead ft. Cherine Anderson | Say Hey (I Love You)                    | /                         |
| MIDIval Punditz                                 | Atomizer (Pathaan's Dhol Mix)           | Vlag van India            |
| Miike Snow                                      | In Search Of                            | Vlag van Zweden           |
| Nas & Damian "Jr. Gong" Marley                  | Strong Will Continue                    | /                         |
| Rocky Dawuni                                    | Africa Soccer Fever                     | Vlag van Ghana            |
| Rox                                             | Rocksteady                              | Vlag van Engeland         |
| Sérgio Mendes                                   | Emoriô                                  | Vlag van Brazilië         |
| Sia                                             | Bring Night                             | Vlag van Australië        |
| The Very Best ft. Ezra Koenig                   | Warm Heart of Africa (So Shifty Remix)  | /                         |
| White Rabbits                                   | Percussion Gun                          | Vlag van Verenigde Staten |

## Trivia
- Het spel is opgenomen in het boek 1001 Video Games You Must Play Before You Die van Tony Mott.